# 玛丽亚施泰因
玛丽亚施泰因是奥地利蒂罗尔州库夫施泰因县的一个市镇。总面积2.37平方公里，总人口271人，人口密度138.4人/平方公里（2013年）。